# Iznájar
Iznájar – gmina w Hiszpanii, w prowincji Kordoba, w Andaluzji, o powierzchni 136,36 km². W 2011 roku gmina liczyła 4712 mieszkańców.